# Lista de deputados estaduais do Amapá da 9.ª legislatura
Esta é a lista de deputados estaduais do Amapá eleitos para a 9.ª legislatura. Um total de 24 deputados estaduais foram eleitos em 2 de outubro de 2022, sendo 13 reeleitos. Os parlamentares irão legislar por um mandato de quatro anos entre 1.º de fevereiro de 2023 e 1.º de fevereiro de 2027. A cada biênio, será eleita uma mesa diretora dentre os parlamentares para chefiar os trabalhos da Assembleia Legislativa do Amapá.

## Partidos
| Partido       | Líder | Número de deputados | Posição |
| ------------- | ----- | ------------------- | ------- |
| Solidariedade | —     | 3 / 24              | —       |
| PDT           | —     | 3 / 24              | —       |
| UNIÃO         | —     | 3 / 24              | —       |
| MDB           | —     | 2 / 24              | —       |
| PL            | —     | 2 / 24              | —       |
| PSD           | —     | 2 / 24              | —       |
| REDE          | —     | 2 / 24              | —       |
| PODE          | —     | 1 / 24              | —       |
| PT            | —     | 1 / 24              | —       |
| PP            | —     | 1 / 24              | —       |
| Cidadania     | —     | 1 / 24              | —       |
| PSDB          | —     | 1 / 24              | —       |
| PV            | —     | 1 / 24              | —       |
| Cidadania     | —     | 1 / 24              | —       |
| PTB           | —     | 1 / 24              | —       |

## Parlamentares
| Nome | Nome              | Partido       | Votos  | Notas                            | Perfil |
| ---- | ----------------- | ------------- | ------ | -------------------------------- | ------ |
|      | Delegado Inácio   | PDT           | 14.163 |                                  |        |
|      | Jack JK           | Solidariedade | 12.539 |                                  | Ver    |
|      | Zeneide Costa     | PODE          | 11.547 |                                  |        |
|      | Jesus Pontes      | PDT           | 11.069 |                                  |        |
|      | Alliny Serrão     | UNIÃO         | 11.007 |                                  |        |
|      | Junior Favacho    | MDB           | 9.698  |                                  |        |
|      | Kaká Barbosa      | Sem partido   | 7.453  | Expulso do PL em janeiro de 2025 |        |
|      | Liliane Abreu     | PV            | 7.202  |                                  |        |
|      | Diogo Senior      | MDB           | 7.072  |                                  |        |
|      | Pastor Oliveira   | Republicanos  | 6.897  |                                  |        |
|      | Roberto           | UNIÃO         | 6.681  |                                  |        |
|      | Aldilene Souza    | PDT           | 6.645  |                                  |        |
|      | Hildegard         | UNIÃO         | 6.527  |                                  |        |
|      | Jory Oeiras       | PP            | 6.342  |                                  |        |
|      | Paulo Nogueira    | PT            | 6.276  |                                  |        |
|      | Telma Nery        | Cidadania     | 5.825  |                                  |        |
|      | Jaime Perez       | PTB           | 5.779  |                                  |        |
|      | Dr. Victor Amoras | REDE          | 5.225  |                                  |        |
|      | Edna Auzier       | PSD           | 5.222  |                                  |        |
|      | Dayse Marques     | Solidariedade | 5.119  |                                  |        |
|      | Lorran Barreto    | PSD           | 4.735  |                                  |        |
|      | Fabrício Furlan   | REDE          | 4.689  |                                  |        |
|      | Rayfran Beirão    | Solidariedade | 4.175  |                                  |        |
|      | R. Nelson         | PL            | 3.898  |                                  |        |